# Cryptanthus exaltatus
Cryptanthus exaltatus är en gräsväxtart som beskrevs av Hans Edmund Luther. Cryptanthus exaltatus ingår i släktet Cryptanthus, och familjen Bromeliaceae. Inga underarter finns listade i Catalogue of Life.